# Liste der Kulturgüter in Leimbach AG
Die Liste der Kulturgüter in Leimbach enthält alle Objekte in der Gemeinde Leimbach im Kanton Aargau, die gemäss der Haager Konvention zum Schutz von Kulturgut bei bewaffneten Konflikten, dem Bundesgesetz vom 20. Juni 2014 über den Schutz der Kulturgüter bei bewaffneten Konflikten sowie der Verordnung vom 29. Oktober 2014 über den Schutz der Kulturgüter bei bewaffneten Konflikten unter Schutz stehen.
Objekte der Kategorie A sind vollständig in der Liste enthalten, Objekte der Kategorie B sind im Gemeindegebiet nicht ausgewiesen, Objekte der Kategorie C fehlen zurzeit (Stand: 1. Januar 2023).

## Kulturgüter
| Foto |                                                        | Objekt                       | Kat. | Typ | Standort                     | Beschreibung |
| ---- | ------------------------------------------------------ | ---------------------------- | ---- | --- | ---------------------------- | --- |
| ja   | Datei hochladen · Wikidata zu Strohdachhaus (Q2356560) | Strohdachhaus KGS-Nr.: 00155 | A    | G   | Seeberg 16.1 655706 / 236366 | 1783 erbautes, mit Stroh gedecktes Kleinbauernhaus, das ein hohes Mass an originaler Bausubstanz bewahrt hat. Bohlenständerbau unter Vollwalmdach mit dreiteiliger Hochstudkonstruktion. |